# 高知女子大学保育短期大学部
高知女子大学保育短期大学部（こうちじょしだいがくほいくたんきだいがくぶ、英語: College of Child Development, Kochi Women's University）は、高知県高知市大原町132に本部を置いていた日本の公立大学である。1975年に設置され、1998年に廃止された。

## 概要

### 大学全体
- 高知県高知市に所在した日本の公立短期大学で、設置主体は高知県[1][2]。
- 修業年限は昼間部2年制、1学科で入学定員50名体制で1975年に開学[3]。
- 1996年度の入学生を最後[注釈 1]に短期大学としての使命を終えた[6][7]。

### 教育および研究
- 高知女子大学保育短期大学部には1948年創立の高知県立保母養成所が起源となっており、保育者の養成に力をいれ、附属保育園での「保育実習」が取りいれられていた。

### 学風および特色
- 高知女子大学保育短期大学部は、保育に関する専門的学理と応用とを教授研究し、もって児童福祉に献身することのできる保育者を育成することを目的として創設された[8]。
- 入学試験制度の一つに、一芸一能に秀でた人を選抜するという「くろしお入試」があった[9]。

## 沿革
- 1948年 高知県立保母養成所[10]を開校。
- 1955年
  - 7月2日 高知県立保育専門学校[11]に改称。
- 1973年
  - 3月20日 高知県立保育専門学校の短期大学昇格について議決される[12]。
- 1975年
  - 1月10日 左記を以て文部省[注 1]より短期大学の設置が認可される[13]。
  - 4月1日 左記を以て高知女子大学保育短期大学部が以下の学科体制にて開学する。
    - 保育科[注 2]
- 1992年 男子学生が入学[15][9]。
- 1996年
  - 4月1日 学生募集が最終となる[注釈 1][注釈 2]
- 1998年
  - 3月31日左記をもって短期大学としての使命を終える[7][注 5]。

## 基礎データ

### 所在地
- 高知県高知市大原町132[18][4]

### 象徴
- 大学歌は『高知女子大学保育短期大学部学歌』と呼ばれ、作詞は山崎良幸、作曲は増田友見子（補作詞：丸山和雄）となっている[19]。

## 教育および研究

### 組織

#### 学科
- 保育科[注 6][注釈 2]

#### 専攻科
- なし

#### 別科
- なし

#### 取得資格について
- 保母と幼稚園教諭二種免許状が取得できる課程があった。教職課程は1977年度入学生より設置された[8]。

#### 附属機関
- 保育所：1951年9月に設置された。
- 附属図書館[20]。

### 研究
- 『高知女子大学保育短期大学部紀要』[21]。

## 学生生活

### 部活動・クラブ活動・サークル活動
- 高知女子大学保育短期大学部で活動していたクラブ活動：主に、文化系のクラブが中心になって活動していた[9]

## 大学関係者と組織

### 大学関係者一覧
歴代学長
- 木原正雄
- 成田十次郎

教員関係：一部紹介
- 住友雄資：元本短大の助教授。1995年に就任。

## 対外関係

### 系列校
- 高知女子大学
- 高知短期大学

## 卒業後の進路について

### 就職について
- 保育所の保育士や幼稚園教諭への就職者が割合として最も多かったようである。

### 編入学・進学実績
- 高知女子大学への編入学制度があったものとみられる。